# Abdoulaye Keita (calciatore 1994)
Abdoulaye Keita (Bamako, 5 gennaio 1994) è un calciatore maliano, centrocampista del Sarcelles.

## Carriera

### Club
Passato dal Centre Salif Keita alla squadra francese del Bastia, esordisce in Ligue 1 nel 2012-2013 giocando 5 partite. Nel campionato successivo gioca ulteriori 5 partite nella massima serie francese.

### Nazionale
Ha giocato 3 partite nella Coppa d'Africa Under-17 del 2011. Nel 2013 prende parte alla Coppa d'Africa Under-20 (4 presenze) e al Mondiale Under-20 (2 presenze).